# Liste des présidents de gouvernement des cantons suisses
Cette page dresse la liste des présidents de gouvernement actuels des 26 cantons suisses.
N.B. : Comme pour le Conseil fédéral, l’activité du gouvernement cantonal est régie par le principe de collégialité et le président du gouvernement n’a pas de statut particulier. La présidence change, en général, chaque année ou tous les deux ans en fonction de l’ancienneté et ne s’accompagne d’aucun privilège particulier, mis à part la direction des séances du Conseil d’État.

## Présidents de gouvernement des cantons
| Canton                       | Nom                        | Parti | Parti       | Depuis (le)      | Durée |
| ---------------------------- | -------------------------- | ----- | ----------- | ---------------- | ----- |
| Argovie                      | Stephan Attiger            |       | PLR         | 1er janvier 2021 | 1 an  |
| Appenzell-Rhodes-Extérieures | Alfred Stricker            |       | Indépendant | 1er juin 2019    | 2 ans |
| Appenzell-Rhodes-Intérieures | Roland Inauen              |       | Indépendant | 30 avril 2019    | 2 ans |
| Bâle-Campagne                | Monica Gschwind            |       | PLR         | 1er juillet 2020 | 1 an  |
| Bâle-Ville                   | Beat Jans                  |       | PS          | 1er février 2021 | 4 ans |
| Berne                        | Philippe Müller            |       | PLR         | 1er juillet 2023 | 1 an  |
| Fribourg                     | Didier Castella            |       | PLR         | 1er janvier 2023 | 1 an  |
| Genève                       | Antonio Hodgers            |       | PES         | 1er juin 2023    | 1 an  |
| Glaris                       | Marianne Lienhard          |       | UDC         | 1er mai 2020     | 2 ans |
| Grisons                      | Mario Cavigelli            |       | PDC         | 1er janvier 2021 | 1 an  |
| Jura                         | Jacques Gerber             |       | PLR         | 1er janvier 2023 | 1 an  |
| Lucerne                      | Reto Wyss                  |       | PDC         | 1er juillet 2020 | 1 an  |
| Neuchâtel                    | Alain Ribaux               |       | PLR         | 1er juin 2023    | 1 an  |
| Nidwald                      | Othmar Filiger             |       | PDC         | 1er juillet 2020 | 1 an  |
| Obwald                       | Christian Schäli           |       | PCS         | 1er juillet 2020 | 1 an  |
| Saint-Gall                   | Bruno Damann               |       | PDC         | 1er juin 2020    | 1 an  |
| Schaffhouse                  | Walter Vogelsanger         |       | PS          | 1er janvier 2021 | 1 an  |
| Schwytz                      | Petra Steimen-Rickenbacher |       | PLR         | 1er juillet 2020 | 2 ans |
| Soleure                      | Susanne Schaffner          |       | PS          | 1er janvier 2021 | 1 an  |
| Tessin                       | Raffaele De Rosa           |       | LC          | 6 mai 2023       | 1 an  |
| Thurgovie                    | Walter Schönholzer         |       | PLR         | 1er juin 2020    | 1 an  |
| Uri                          | Urban Camenzind            |       | PDC         | 1er juin 2020    | 2 ans |
| Valais                       | Christophe Darbellay       |       | LC          | 1er mai 2023     | 1 an  |
| Vaud                         | Christelle Luisier         |       | PLR         | 1er juillet 2022 | 5 ans |
| Zoug                         | Silvia Thalmann-Gut        |       | LC          | 1er janvier 2023 | 2 ans |
| Zurich                       | Mario Fehr                 |       | Indépendant | 1er mai 2023     | 1 an  |